# NGC 7786
NGC 7786 (другие обозначения — PGC 72870, UGC 12842, IRAS23528+2118, MCG 3-60-38, ZWG 456.1, ZWG 455.65, ARAK 588, KUG 2352+213, KAZ 350) — спиральная галактика (S) в созвездии Пегас.
Этот объект входит в число перечисленных в оригинальной редакции «Нового общего каталога».